# Maigret hat Angst
Maigret hat Angst (französisch Maigret a peur) ist ein Kriminalroman des belgischen Schriftstellers Georges Simenon. Er ist der 42. Roman einer Reihe von insgesamt 75 Romanen und 28 Erzählungen um den Kriminalkommissar Maigret. Entstanden vom 20. bis 27. März 1953 in Lakeville, Connecticut, wurde der Roman vom 19. Mai bis 6. Juni 1953 in 33 Folgen in der Tageszeitung Le Figaro vorabveröffentlicht, die Buchausgabe erschien im Juli des Jahres im Verlag Presses de la Cité. Die erste deutsche Übersetzung von Hansjürgen Wille und Barbara Klau publizierte 1957 Kiepenheuer & Witsch. 1978 veröffentlichte der Diogenes Verlag eine Neuübersetzung von Elfriede Riegler im Doppelband mit Maigret erlebt eine Niederlage.
Maigret will eigentlich nur einen Studienfreund besuchen, den Untersuchungsrichter von Fontenay-le-Comte, doch er wird gegen seinen Willen in die Aufklärung einer Mordserie hineingezogen, die binnen einer Woche bereits das dritte Opfer gefordert hat. In der Ortschaft brechen Feindseligkeiten zwischen den kleinen Leuten und dem reichen Landadel auf. Es herrscht ein Klima aus Verdächtigung, Denunziation und Gewaltbereitschaft, das sogar dem Kommissar Angst macht.

## Inhalt

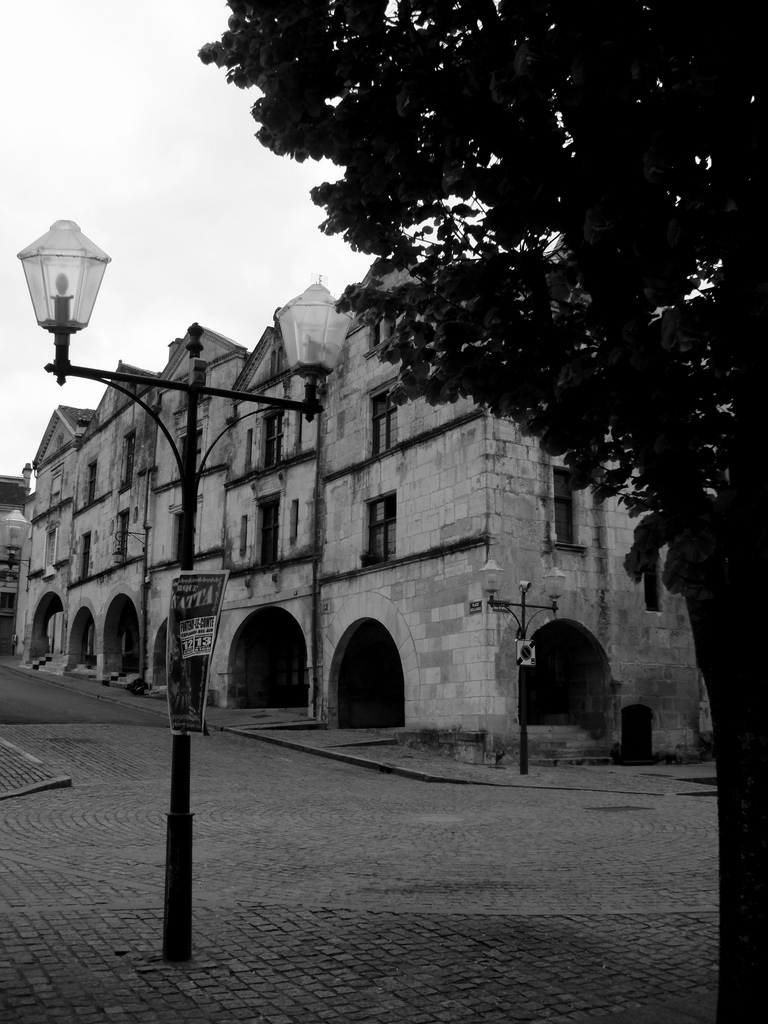
Straße in Fontenay-le-Comte

Drei Jahre vor seiner Pensionierung wird Maigret auf einem Internationalen Polizeikongress in Bourdeaux sein Alter bewusst. Er findet keinen Zugang zu den jungen Kollegen, die ihn für altmodisch halten. Auf der Heimfahrt legt er einen Halt in Fontenay-le-Comte im Département Vendée ein, um seinen alten Studienfreund Julien Chabot, den dortigen Untersuchungsrichter, zu besuchen. Erst in der kleinen Ortschaft erfährt der Kommissar von einer Mordserie, die innerhalb einer Woche schon drei Opfer gefordert hat: den verarmten Adeligen Robert de Courçon, die einsame Witwe Gibon und den betrunkenen Kaninchenfellhändler Gobillard. Alle sind in der gleichen Weise frontal attackiert und mit einem schweren Gegenstand erschlagen worden. Das fehlende Verbindungsglied zwischen den Opfern lässt die Morde als willkürliche Taten eines Geisteskranken erscheinen.
Die Einwohner des Ortes sind in zwei Lager gespalten: Auf der einen Seite stehen die verschwägerten Clans der Courçons und Vernoux, an der Spitze Hubert Vernoux de Courçon, der mit seinem Vermögen den Rest der Sippschaft aushält, das verarmte Adelsgeschlecht Courçon seiner Frau ebenso wie die Familie seines antriebslosen Sohn Alain, der keine echte Aufgabe im Leben findet und sich als Laienpsychiater versucht. Auf der anderen Seite stehen die kleinen Bürger mit ihrem tiefsitzenden Argwohn und ihrer Feindseligkeit gegenüber den „Reichen“. Ihr Vorurteil, der Täter müsse dem Clan der Vernoux-Courçon entstammen, wird noch bestärkt durch die Aussage des politisch aktiven Lehrers Émile Chalus, der Alain auf einem seiner nächtlichen Streifzüge durch die Stadt schwer belastet. In einem Klima aus Angst und Wut gründen die Bewohner eine Bürgerwehr, die auf den Straßen patrouilliert und sich drohend vor der Villa Vernoux zusammenrottet.
Während das Misstrauen der kleinen Leute auch Untersuchungsrichter Chabot einschließt, der mit den Vernoux’ freundschaftlichen Umgang pflegt, richten sich ihre Hoffnungen auf den berühmten Besucher aus Paris, dem der Ruf eines Freundes der kleinen Leute vorauseilt, und gegen seinen Willen wird Maigret in die Ermittlungen hineingezogen. Durch anonyme Briefe erfährt der Kommissar von der Affäre Alains mit der italienischstämmigen Serviererin Louise Sabati. Während Maigret über die Liebschaft Diskretion walten lassen will, zerrt sie der lokale Inspektor Féron durch sein grobes Vorgehen gegenüber Louise ans Tageslicht. In Verzweiflung verüben die Liebenden einen gemeinsamen Suizidversuch, den Alain nicht überlebt. Eine Kiste voll zärtlicher Liebesbriefe, die unter Louises Bett gefunden wird, zeichnet ein ganz anderes Bild von dem verschrobenen jungen Mann, als es sich die Bürger der Stadt gemacht haben.
Dennoch scheint mit dem toten Sonderling Alain ein idealer Täter gefunden, und Chabot möchte den Fall am liebsten zu den Akten legen. Maigret ist allerdings inzwischen klargeworden, dass die Serie der Taten der Täuschung dient: Der identische Ablauf der beiden späteren Morde an Zufallsopfern sollte lediglich verschleiern, dass der erste Mord nicht dem Zufall entsprang, sondern die Folge einer persönlichen Auseinandersetzung im Verwandtschaftskreis war. Als Täter kommt nur Hubert Vernoux in Frage: Eine Bridgepartie verrät dem Kommissar, dass der alte Vernoux ein schlechter Verlierer ist. Bereits vor Jahren hat er sein gesamtes Vermögen verloren und mit diesem den Respekt und die Achtung seiner Familie. Nur nach außen hielt der Clan noch die Fassade des Reichtums aufrecht, tatsächlich kam es zwischen Vernoux und den finanziell von ihm abhängigen Familienmitgliedern immer wieder zum Streit. Welcher konkrete Vorfall es war, der Hubert Vernoux zum Mord an seinem Schwager Robert trieb, erfährt Maigret nicht mehr. Er ist bereits nach Paris abgereist, als ihm Chabot per Brief die von einem Tobsuchtsanfall begleitete Verhaftung des alten Vernoux berichtet.

## Hintergrund

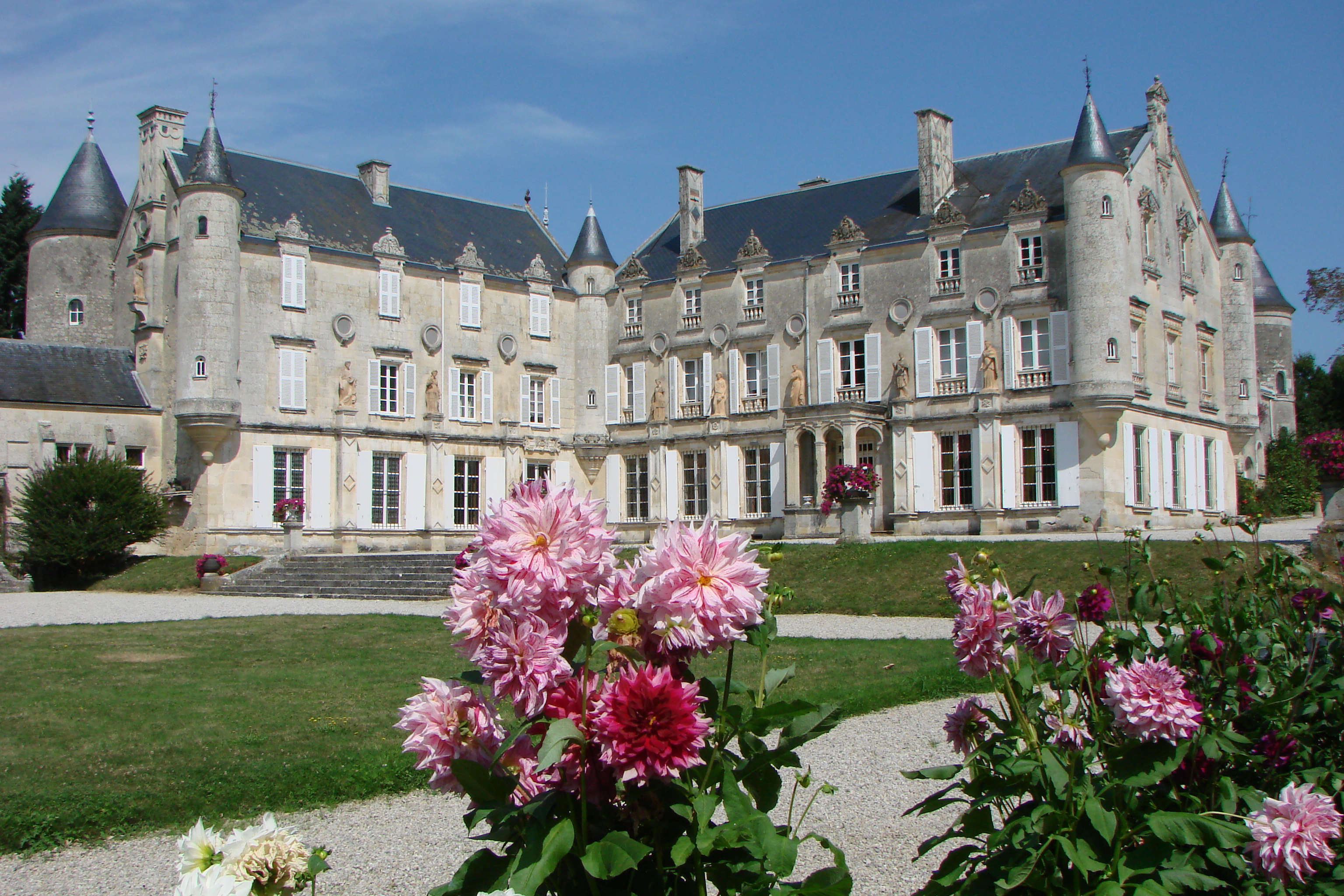
Château de Terre-Neuve in Fontenay-le-Comte

Maigret hat Angst bedeutete für Simenon, der 1945 nach Amerika übergesiedelt war, eine Art Heimkehr nach Fontenay-le-Comte. Während der Besatzung Frankreichs im Zweiten Weltkrieg lebte Simenon zwischen 1940 und 1942 in der Ortschaft im Westen Frankreichs, wo er einen Flügel des Schlosses Château de Terre-Neuve angemietet hatte. Zahlreiche weitere Romane Simenons spielen im Département Vendée, so Maigret und sein Rivale oder Maigret im Haus des Richters, wo der Kommissar für ein Jahr in das Département strafversetzt wird. Sie zeichnen häufig ein unvorteilhaftes Bild der Region und ihrer Bewohner, was Murielle Wenger auf Simenons eigene bedrückende Lebenssituation während der Kriegsjahre zurückführte, nicht zuletzt aufgrund der Fehldiagnose eines Arztes aus der Gegend, der ihm einen baldigen Tod prognostizierte. Simenons Biograf Fenton Bresler wies allerdings darauf hin, dass die Beschreibung Fontenays als „unsympathischen, engstirnigen Ort“ mit „unter der Oberfläche gärenden persönlichen, gesellschaftlichen und politischen Haßgefühlen“ nichts an der Beliebtheit des Autors in der Gegend änderte und die Bürger die Erwähnung von Örtlichkeiten oder Familiennamen eher als Popularitätsgewinn begriffen hätten.

## Interpretation
Für Gavin Lambert wiederholen die späten Maigret-Romane oft Themen der frühen Bücher, allerdings in einem grimmigeren Ton. In diesem Sinne erinnere Maigret hat Angst an die Grundsituation von Maigret und die Affäre Saint-Fiacre. Allerdings sei der Landadel nun nur noch ein siechendes Relikt, dem die Dorfbevölkerung ebenso feindlich gegenüber stehe wie die eigenen Bediensteten. Für die Nostalgie gegenüber dem verblassenden Glanz des Adels, die den frühen Roman bestimmt hatte, bleibe in den sozialen Spannungen von Maigret hat Angst kein Raum mehr. Ein weiteres Thema der späten Romane ist die Auseinandersetzung des Kommissars mit den modernen kriminalistischen Methoden, an die er sich nicht mehr gewöhnen will. Laut Jean Fabre klingt dieses Unbehagen an der gewandelten Polizeiarbeit bereits in vielen Titeln an: Hier irrt Maigret, Maigret erlebt eine Niederlage, Maigret verteidigt sich, Maigret zögert oder auch Maigret hat Angst, wo den Kommissar auf dem Polizeikongress das Gefühl beschleicht, längst „vorgestrig“ zu sein.
Murielle Wenger sieht den Roman von zwei großen Themen bestimmt: Alter und Freundschaft. Die Frage nach dem Alter wird zu Beginn mit Maigrets Missvergnügen auf dem Kongress eingeführt, als der Kommissar unvermittelt erkennt: „Vielleicht hatte er sich plötzlich alt gefühlt?“ Das Thema zieht sich durch die Betrachtungen des fortgeschrittenen Alters Hubert Vernoux de Courçon, den Maigret in der Bahn kennenlernt, bis zum Abschluss, als der heimgekehrte Maigret seiner Frau den Freund Chabot schildert: „Ich fand ihn alt geworden.“ Die Freundschaft der beiden Männer hat im Verlauf des Besuches gelitten. Maigrets frühere Eifersucht auf die geordneten Verhältnisse, aus denen Chabot stammt, ist verflogen, und der Kommissar stellt fest: „Er [Chabot] war bestimmt immer schon so gewesen. Es war Maigret, der sich getäuscht hatte, damals, als sie beide Studenten waren, und er seinen Freund beneidete.“ Chabot steht in einer Reihe von Jugendfreunden Maigrets, deren Wiederbegegnung für den Kommissar zu einem unerquicklichen Ereignis wird, sei es Malik in Maigret regt sich auf, Fumal in Maigret erlebt eine Niederlage oder Florentin in Maigrets Jugendfreund. Selbst die Rückkehr an den Ort seiner Kindheit in Maigret und die Affäre Saint-Fiacre erfährt der Kommissar als deprimierend und bedrückend.
Tilman Spreckelsen verleitete Maigret hat Angst schließlich zu Spekulationen über Simenons Einstellung zur Ehe, von der der Roman ein düsteres Bild zeichne: Hubert Vernoux de Courçon wird von seiner Frau und der angeheirateten Verwandtschaft nur so lange geachtet, wie er sie finanziell versorgen kann. Sein Sohn Alain entflieht seiner trostlosen Ehe mit der erstbesten Kellnerin, die ihm über den Weg läuft, und kompensiert seine Tristesse in romantischen Briefen. Doch auch der Freund Chabot, der nicht geheiratet hat, lebt ein tristes Leben in seinem Heimatort, so dass Madame Maigret im letzten Satz des Romans befindet: „Er hätte heiraten sollen“. Eine Stellungnahme ihres Mannes bleibt allerdings aus.

## Rezeption
Der New Yorker listete Maigret hat Angst „wie alle Werke Simenons aus dieser Periode unter den reifsten und subtilsten Romanen mit einem versteckten Reichtum.“ John Clarke im Evening Standard wünschte sich „von Simenon in dieser Form eine Magnumflasche“. Für Maurice Richardson im Observer lag der Roman dagegen „weit weg von der Superlative“. Er sei „beinahe zu nahe am Muster eines aufgepeppten Whodunnit, um reinster Simenon zu sein“.
Kirkus Reviews beschrieb die Handlung als eine „schlecht gelaunte Variante“ von Agatha Christies Die Morde des Herrn ABC. Der Kommissar sei „dieses Mal sogar noch düsterer als sonst“. der Roman insgesamt ein „Maigret aus der zweiten Garde mit weniger fesselnden Figuren unter den Verdächtigen als gewöhnlich.“ Typisch für Simenon ist laut Art Bourgeau hingegen das Ende des Romans, das die Auflösung des Falles „fast als eine Nachlese“ präsentiere. Das Buch sei „eine der raren Begegnungen Maigrets mit wahrem Wahnsinn“.
Die Romanvorlage wurde insgesamt dreimal verfilmt: im Rahmen der Fernsehserien Maigret mit Rupert Davies (1963), Les Enquêtes du commissaire Maigret mit Jean Richard (1976) und Maigret mit Bruno Cremer (1995).

## Ausgaben
- Georges Simenon: Maigret a peur. Presses de la Cité, Paris 1953 (Erstausgabe).
- Georges Simenon: Maigret hat Angst. Übersetzung: Hansjürgen Wille, Barbara Klau. Kiepenheuer & Witsch, Köln 1957.
- Georges Simenon: Maigret hat Angst. Übersetzung: Hansjürgen Wille, Barbara Klau. Heyne, München 1971.
- Georges Simenon: Maigret hat Angst. Maigret erlebt eine Niederlage. Übersetzung: Elfriede Riegler. Diogenes, Zürich 1978, ISBN 3-257-00971-2.
- Georges Simenon: Maigret hat Angst. Sämtliche Maigret-Romane in 75 Bänden, Band 42. Übersetzung: Elfriede Riegler. Diogenes, Zürich 2009, ISBN 978-3-257-23842-6.